# 阿野郡
阿野郡（日语：／ Aya gun */?）為過去隸屬日本讚岐國的郡，廢藩置縣後屬香川縣，已於1899年與鵜足郡合併為綾歌郡。
過去的轄區包括現在的高松市西北部的國分町地區、坂出市大部分地區、綾川町全部地區和滿濃町東部的川東地區。

## 歷史
在令制國時代曾被分割為綾南條郡和綾北條郡，後來分別改名為阿野南郡和阿野北郡。
在江戶時代屬於高松藩。1871年廢藩置縣後，最初屬於高松縣，但不到一年內，被整併為香川縣所屬。1873年後，陸續又被整併為名東縣、香川縣、愛媛縣，直到1888年才最終確定屬於再次恢復設置的香川縣。
- 根据《旧高旧领取调帐》中记载，明治初期便已存在的村落：（36村）
  - 新居村、国分村、府中村、新名村、柏原村、福家村、畑田村、陶村、萱原村、泷宫村、北村、小野村、羽床下村、羽床上村、牛川村、山田下村、山田上村、東分村、西分村、千疋村、枌所東村、川東村、鴨村、氏部村、神谷村、高屋村、青海村、乃生村、木泽村、林田村、西庄村、江尻村、福江村、坂出村、御供所村、枌所西村。

### 年表

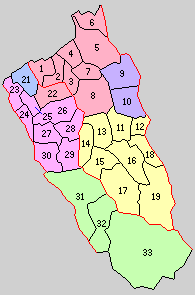
阿野郡最初轄下行政區劃：1.坂出町 2.金山村 3.西庄村 4.林田村 5.松山村 6.王越村 7.加茂村 8.府中村 9.端岡村 10.山內村 11.陶村 12.畑田村 13.瀧宮村 14.羽庄村 15.羽莊上村 16.山田村 17.西分村 18.千疋村 19.枌所村 （紫色：現為高松市 紅色：現為坂出市 黃：現為綾川町）

- 1888年：御供所村被并入坂出村。（35村）
- 1890年2月15日：實施町村制，川东村编入鹈足郡美合村，阿野郡下轄：坂出町、金山村、西庄村、林田村、松山村、王越村、加茂村、府中村、端岡村、山內村、陶村、畑田村、瀧宮村、羽床村、羽床上村、山田村、西分村、千疋村、枌所村。（1町18村）
  - 坂出町（坂出村单独町制。現坂出市）
  - 金山村 ← 福江村、江尻村（現坂出市）
  - 西庄村（单独村制。現坂出市）
  - 林田村（单独村制。現坂出市）
  - 松山村 ← 高屋村、青海村、神谷村（現坂出市）
  - 王越村 ← 乃生村、木泽村（現坂出市）
  - 加茂村 ← 鴨村、氏部村（現坂出市）
  - 府中村（单独村制。現坂出市）
  - 端冈村 ← 国分村、新居村（現高松市）
  - 山内村 ← 福家村、新名村、柏原村（現高松市）
  - 陶村（单独村制。現綾歌郡綾川町）
  - 畑田村（单独村制。現綾歌郡綾川町）
  - 泷宫村 ← 滝宮村、北村、萱原村（現綾歌郡綾川町）
  - 羽床村 ← 羽床下村、小野村（現綾歌郡綾川町）
  - 羽床上村 ← 羽床上村、牛川村（現綾歌郡綾川町）
  - 山田村 ← 山田上村、山田下村、東分村（現綾歌郡綾川町）
  - 西分村（单独村制。現綾歌郡綾川町）
  - 千疋村（单独村制。現綾歌郡綾川町）
  - 枌所村 ← 枌所東村、枌所西村（現綾歌郡綾川町）
- 1899年4月1日：與鵜足郡合併為綾歌郡。